# Angos (Pyrénées-Atlantiques)
Pour les articles homonymes, voir Angos.
Angos est une ancienne commune française du département des Pyrénées-Atlantiques. Le 8 mai 1845, la commune fusionne avec Navailles pour former la nouvelle commune de Navailles-Angos.

## Géographie
Navailles, à sept kilomètres au nord de Pau, fait partie du Vic-Bilh.

## Toponymie
Le toponyme Angos apparaît sous la forme Anguos (1402, censier de Béarn).

## Démographie
Paul Raymond note qu'en 1385, Angos comptait huit feux. Le village dépendaient du bailliage de Pau.
| 1793 | 1800 | 1806 | 1821 | 1831 | 1836 |
| ---- | ---- | ---- | ---- | ---- | ---- |
| 101  | 88   | -    | 96   | 103  | 95   |

## Culture locale et patrimoine

### Patrimoine civil
Une croix de chemin, élevée sur une pile romaine, date de 1696. Elle fait partie de l'Inventaire général du patrimoine culturel.
La commune présente un ensemble de demeures et de fermes du XVIe au XIXe siècle.

### Patrimoine religieux
L'église Saint-Jean-Baptiste date partiellement du XIIe siècle. Elle recèle du mobilier inscrit à l'inventaire général du patrimoine culturel.

## Pour approfondir